# Sh2-304
Sh2-304 est une nébuleuse en émission visible dans la constellation du Grand Chien.
Elle est située dans la partie centrale de la constellation, à environ 8° au sud de Sirius, l'étoile la plus brillante du ciel nocturne. Elle se révèle comme un léger nuage irrégulier sur les photographies prises avec des instruments amateurs de haute puissance, à l'aide de filtres spéciaux. La meilleure période pour l’observer dans le ciel du soir se situe entre décembre et avril. Sa déclinaison méridionale le rend plus facile à observer depuis les régions méridionales, bien qu'il soit également visible sans difficulté depuis la plupart des régions de l'hémisphère nord.
C'est un gros nuage orienté dans la direction nord-sud. La source de l'ionisation du gaz est EZ Canis Majoris, une étoile Wolf-Rayet également connue sous le nom de WR 6 et dont la magnitude moyenne est d'environ 6,65. Cette étoile est également responsable de l'ionisation des nuages Sh2-303 et Sh2-308, qui sont également très grands et font partie du même système nébuleux. La distance de l'étoile et des nuages qui lui sont associés serait d'environ 575 pc (∼1 880 al), bien que selon d'autres études, la distance de l'étoile et des nuages qui lui sont associés serait d'environ 1 800 pc (∼5 870 al). D'après les études indiquant les estimations de distance les plus faibles, l'EZ CMa appartient à une association OB très étendue et peu concentrée, visible dans la même direction que l'amas ouvert Cr 121 et probablement liée à M41, association connue sous le nom de Canis Major OB2. Cette structure est située à environ 200 pc (∼652 al) du complexe d'Orion et à une courte distance des bords extérieurs de la nébuleuse de Gum. A une distance double entre le Soleil et CMa OB2 et sur la même ligne de visée, on observe CMa OB1, une seconde association OB, liée à la nébuleuse de la Mouette et probablement à Cr 121 elle-même.